# K-211 Petropavlovsk-Kamtchatski
Le K-211 puis K-211 Petropavlovsk-Kamtchatski (en russe : К-211 « Петропавловск-Камчатский ») est un sous-marin nucléaire lanceur d'engins du projet 667BDR « Kalmar » (code OTAN : classe Delta III) en service dans la Marine soviétique puis dans la Marine russe jusqu'en 2010. Le 23 mai 1981, il entre en collision avec le sous-marin britannique HMS Sceptre.

## Service

Le 16 mars 1976, le K-211 est inscrit sur les listes des navires de guerre de la Marine soviétique. Il est mis sur cale au chantier naval Sevmash de Severodvinsk 19 août 1976, sous le numéro de coque 394. Il est affecté à la 331e brigade autonome des sous-marins en construction et en réparation de la Flotte du Nord.
Le 25 juillet 1977, le K-211 est reclassé en « croiseur sous-marin lance-missiles stratégique » (RPKSN)
Le 17 octobre 1979, il est affecté à la 13e division de sous-marins de la 3e flottille de la flotte du Nord, stationnée dans la baie d'Olenia. Le 23 mai 1981, alors qu'il quitte sa base, le K-211 entre en collision avec un sous-marin nucléaire étranger non identifié en plongée à 50 m. Son revêtement anéchoïque externe est endommagé. Ce sous-marin est identifié par des Soviétiques d'après des fragments de métal retrouvés sur la coque du K-211, comme étant un sous-marin américain de la classe Sturgeon. La collision se produit à la suite d'une manœuvre dangereuse ordonnée par le commandant du sous-marin américain, dans des eaux peu profondes de la mer de Barents. Le sous-marin américain avait pour mission de surveiller et de suivre les mouvements des SNLE soviétiques sortant de leurs bases. La seule collision évoquée par les sources en langue anglaise pendant cette période est celle qui implique le sous-marin britannique HMS Sceptre de la classe Swifture et il est donc possible qu'il s'agisse de ce bâtimen. Après cet incident, le K-211 est placé à quai dans le village de Chalmpushke, pour une réparation de son empennage horizontal et, à l'arrière, le remplacement de son hélice droite endommagée.
En juillet-août 1982, le K-211 est envoyé en mission de longue durée sous la banquise arctique avec l'équipage du K-424. En septembre 1982, le bâtiment est inspecté par le général d'armée S. F. Akhromeev.
De septembre à novembre 1984, le K-211 transite de la flotte du Nord vers flotte du Pacifique par la route maritime du Nord, en passant sous la banquise. Il quitte la baie d'Olenia pour rejoindre la baie de Kracheninnikov, sur la péninsule du Kamtchatka, il est alors commandé par le capitaine L.V. Zakharov et l'amiral V.P. Agafonov sera présent à bord pendant le voyage. Le 3 novembre, il est affecté à la 25e division de la 2e flottille de sous-marins de la flotte du Pacifique (Rybachi).
De 1989 à 1993, il est placé en IPER pour réparation et modernisation au chantier naval FEP Zvezda de Bolchoï Kamen. Le 3 juin 1992, il est reclassé en « croiseur nucléaire sous-marin stratégique » (APKSN).
En 1996, le K-221 procède à un tir groupé de missiles R-29R avec les K-223 Podolsk et K-530 sur une cible terrestre. Le 15 septembre 1998, le K-221 est renommé K-221 Petropavlovsk-Kamtchatski. Le 2 octobre 1999, il effectue un tir de missile R-29R réussi.
En juin 2004, le K-221 Petropavlovsk-Kamtchatski est affecté à la 16e escadre opérationnelle de sous-marins nucléaires, basée à Rybachi. Le Modèle:Date-15 décembre, il est à quai à la base navale de Vilioutchinsk lorsque l'explosion d'un collecteur de vapeur à bord du K-223 Podolsk, tue un matelot.
Le 7 août 2007, le sous-marin essaie son système d'armes D-9R et lance avec succès un missile balistique RSM-50 depuis le Pacifique vers le polygone de Chija au nord de la Russie. Le 25 septembre 2008, il est à quai à Vilioutchinsk lors de la visite du président de la fédération de Russie Dimitri Medvedev.
Le 16 novembre 2010, le bâtiment achève sur son dernier voyage, il rejoint un chantier naval de Primorie pour y être démantelé. Le K-221 Petropavlovsk-Kamtchatski est rayé des listes de la Marine russe le 19 novembre 2010.

## Commandants
- capitaine B.I. Borisov
- capitaine L.V. Zakharov (1978-1988, 1er équipage)[6]
- capitaine N.D. Koltsov (1er équipage)
- capitaine V.A. Denisenko (1984, 2e équipage)[7]
- capitaine V.B. Skvortsov (1988, 1er équipage)
- capitaine I.E. Kovalev  (2e équipage)
- capitaine A. Kirill (2e équipage)
- capitaine A.V. Bogdanov
- capitaine V.A. Chastoun
- capitaine A.P. Lotarev
- capitaine O.I. Slougine
- capitaine V. Kravtchenko
- capitaine V.K. Senko
- capitaine V.A. Serba
- capitaine O.V. Nazarov
- capitaine D.V. Daniaev (1998)
- capitaine V.A. Dmitriev (2001)

## Galerie

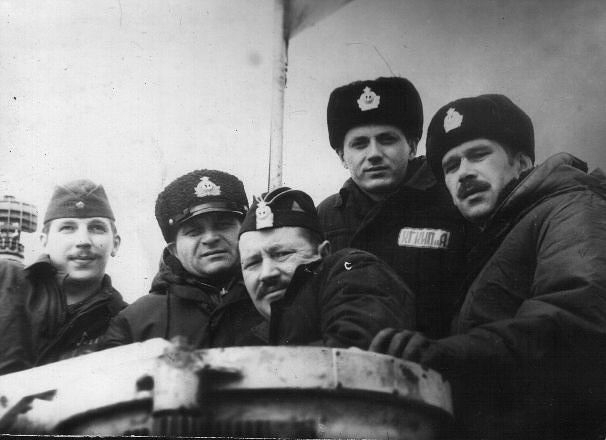
Des marins sur le pont
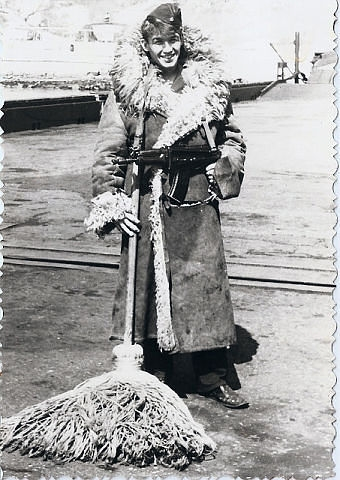
Un garde
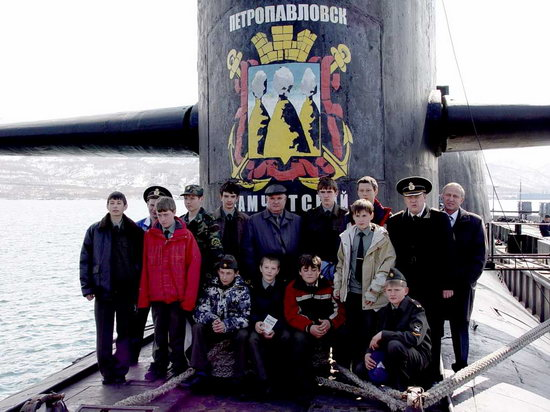
К-211
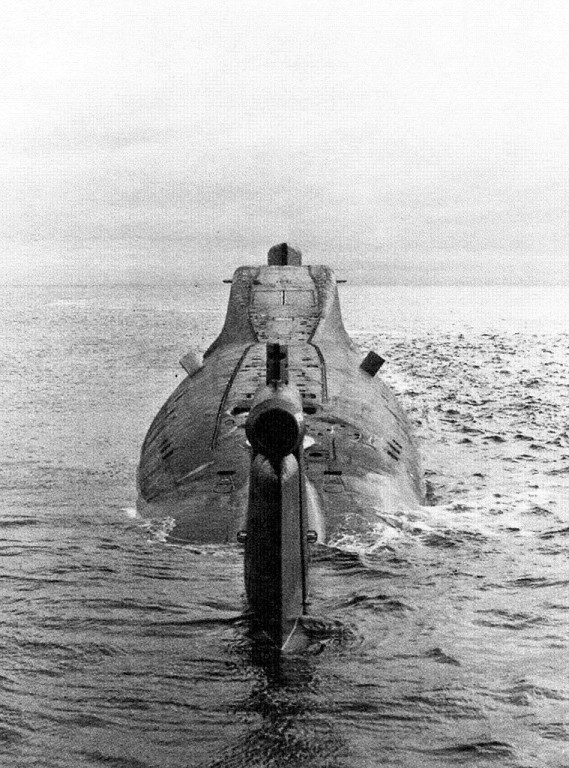
Le К-211